# Pleurobranchaeidae
Pleurobranchaeidae is een familie van weekdieren uit de klasse van de Gastropoda (slakken).

## Geslachten
- Euselenops Pilsbry, 1896
- Pleurobranchaea Leue, 1813
- Pleurobranchella Thiele, 1925